# Lista de prémios e nomeações recebidos por 30 Rock
A seguir apresenta-se a lista de prêmios e nomeações recebidos por 30 Rock, uma série de televisão de comédia de situação norte-americana. Criada por Tina Fey, que também é produtora executiva do seriado, estreou na rede de televisão National Broadcasting Company (NBC) na noite de 11 de Outubro de 2006 e teve o seu término a 31 de Janeiro de 2013. O elenco principal de 30 Rock é composto por cinco membros. Eles são: Fey, Alec Baldwin, Tracy Morgan, Jane Krakowski e Jack McBrayer, que interpretam Liz Lemon, Jack Donaghy, Tracy Jordan, Jenna Maroney e Kenneth Parcell, respectivamente. No total, 30 Rock foi nomeado para 288 prêmios diferentes, vencendo 99 destas nomeações, com a maioria destes sendo recebidos nos prêmios Emmy.
A série já venceu e recebeu nomeações para uma enorme variedade de prêmios diferentes, incluindo dez nomeações aos Emmy Awards pela sua primeira temporada, e mais dezessete na sua segunda temporada. Em 2009, nos Emmy Awards, a série estabeleceu o recorde de maior número de nomeações de um programa de comédia em um ano, uma vez que recebeu 22 nomeações. 30 Rock venceu o Emmy Award para "Melhor Série de Comédia" por três vezes consecutivas, um para cada temporada em que esteve no ar. Também foi nomeada por quatro vezes para o Screen Actors Guild Awards de "Performance de um Elenco numa Série de Comédia", vencendo por três vezes, e quatro vezes para o Golden Globe Award de "Melhor Série de Comédia ou Musical", tendo vencido apenas uma vez.
A atriz principal, Fey, recebeu nomeações para os prêmios por setenta vezes pela interpretação da argumentista-principal da série de TV ficcional TGS with Tracy Jordan. Fey foi também nomeada por nove vezes por suas habilidades de argumentista, incluindo três vezes nos Emmy Awards. O ator principal, Baldwin, recebeu nomeações por quarenta vezes pela interpretação do executivo da rede de televisão NBC, incluindo sete na categoria "Melhor Ator numa Série de Comédia" dos Screen Actors Guild Award. Morgan foi nomeado por vinte e uma vezes pelo seu desempenho na série, incluindo seis ao NAACP Image Awards; contudo, não conseguiu vencer nenhuma destas nomeações.
Na página oficial de 30 Rock na NBC.com, são publicados episódios de sub-séries de 30 Rock. Estas sub-séries são: Kenneth the Web Page, Frank vs. Lutz e The Webisodes. Em 2008, Kenneth the Web Page recebeu uma nomeação ao Emmy Award. Em 2011, três episódios de Frank vs. Lutz receberam uma nomeação ao Writers Guild of America Awards, tendo a vencido. The Webisodes recebeu nomeações em 2012 ao Emmy Award e ao Producers Guild of America Award, tendo vencido apenas o último prêmio.

## Prémios e nomeações

### The Comedy Awards
Os The Comedy Awards são uma cerimónia de entrega de prémios dedicada aos melhores trabalhos de comédia na televisão e no cinema. 30 Rock já recebeu nomeações por doze vezes, vencendo dois prémios em 2011, incluindo "Melhor Actor em Série de Comédia" para Alec Baldwin, e mais um em 2012.
| Ano  | Categoria                                         | Candidato(a)   | Resultado |
| ---- | ------------------------------------------------- | -------------- | --------- |
| 2011 | Melhor Série de Comédia                           |                | Nomeado   |
| 2011 | Melhor Actor em Série de Comédia                  | Alec Baldwin   | Venceu    |
| 2011 | Melhor Actor em Série de Comédia                  | Tracy Morgan   | Nomeado   |
| 2011 | Melhor Actriz em Série de Comédia                 | Tina Fey       | Nomeado   |
| 2011 | Melhor Actriz em Série de Comédia                 | Jane Krakowski | Nomeado   |
| 2011 | Melhor Escrita de Argumento em Série de Televisão |                | Venceu    |
| 2011 | Melhor Direcção em Série de Televisão             | Nomeado        |           |
| 2012 | Melhor Série de Comédia                           | Nomeado        |           |
| 2012 | Melhor Actriz em Série de Televisão               | Tina Fey       | Nomeado   |
| 2012 | Melhor Actor em Série de Televisão                | Alec Baldwin   | Nomeado   |
| 2012 | Melhor Escrita de Argumento em Série de Televisão |                | Venceu    |
| 2012 | Melhor Direcção em Série de Televisão             | Nomeado        |           |

### Prémios Directors Guild of America
Os Directors Guild of America Awards são a cerimónia de entrega de prémios do Directors Guild of America (DGA), um sindicato dos directores dos Estados Unidos. Eles homenageam directores de televisão e cinema. 30 Rock foi nomeado por sete vezes, perdendo todas estas nomeações. Beth McCarthy-Miller já recebeu três nomeações em anos consecutivos, o que faz dela a directora de 30 Rock mais nomeada para este prémio.
| Ano  | Categoria                                         | Candidato(a)         | Episódio              | Resultado |
| ---- | ------------------------------------------------- | -------------------- | --------------------- | --------- |
| 2007 | Melhor Realização Proeminente em Série de Comédia | Adam Bernstein       | "Pilot"               | Nomeado   |
| 2008 | Melhor Realização Proeminente em Série de Comédia | Michael Engler       | "Rosemary's Baby"     | Nomeado   |
| 2008 | Melhor Realização Proeminente em Série de Comédia | Beth McCarthy-Miller | "Somebody to Love"    | Nomeado   |
| 2009 | Melhor Realização Proeminente em Série de Comédia | Beth McCarthy-Miller | "Reunion"             | Nomeado   |
| 2009 | Melhor Realização Proeminente em Série de Comédia | Don Scardino         | "Do-Over"             | Nomeado   |
| 2010 | Melhor Realização Proeminente em Série de Comédia | Beth McCarthy-Miller | "Live Show"           | Nomeado   |
| 2011 | Melhor Realização Proeminente em Série de Comédia | Don Scardino         | "Double-Edged Sword"  | Nomeado   |
| 2012 | Melhor Realização Proeminente em Série de Comédia | Beth McCarthy-Miller | "Live from Studio 6H" | Nomeado   |

### Prémios Emmy
Os Emmy Awards é uma premiação focada exclusivamente a programas de televisão norte-americanos. Sendo apresentados desde 1949, são a cerimónia de entrega de prémios mais importante para a televisão. Os Emmy Awards subdividem-se em cinco sub-cerimónias de entrega de prémios, incluindo os Primetime Emmy Awards e os Creative Arts Emmy Awards.

#### Prémios Primetime Emmy
Os Primetime Emmy Awards são uma cerimónia de entrega de prémios que homenageam as séries de televisão do horário nobre norte-americano. Durante a sua transmissão contínua, 30 Rock foi nomeado para sessenta e oito Primetime Emmy Awards. Em 2007, venceu em duas categorias, incluindo "Melhor Série de Comédia". As outras séries que receberam nomeações nessa categoria nesse ano foram Entourage, The Office, Two and a Half Men e Ugly Betty. A actriz convidada Elaine Stritch também venceu um Primetime Emmy por sua interpretação de Colleen Donaghy no episódio final da primeira temporada, "Hiatus" em 2007. Em 2008, 30 Rock venceu o seu segundo prémio consecutivo na categoria "Melhor Série de Comédia", tendo vencido esta categoria também no ano seguinte, tendo tornado-se assim na única série a vencer a categoria por três vezes consecutivas, um recorde que empatado por Modern Family em 2012. Nos anos seguintes, o seriado continuou a receber nomeações na categoria, porém, perdeu sempre.
Os actores principais Tina Fey e Alec Baldwin também receberam Primetime Emmy Awards pelas respectivas interpretações dos personagens Liz Lemon e Jack Donaghy. Fey também recebeu nomeações pela escrita do argumento da série, vencendo apenas em 2008. Os actores secundários Jack McBrayer, Tracy Morgan e Jane Krakowski também receberam nomeações, contudo, jamais venceram.

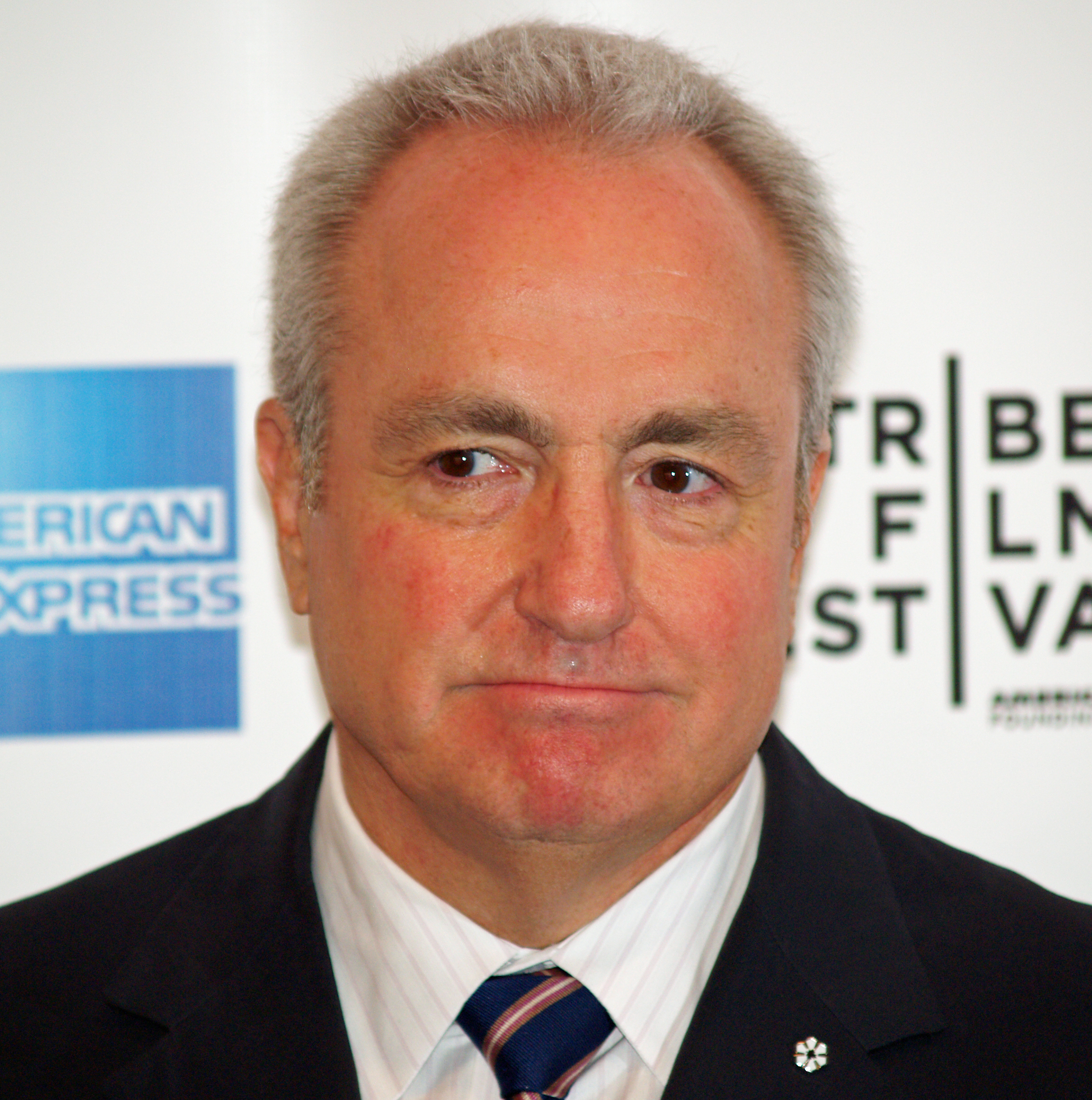
Lorne Michaels, juntamente com os produtores de 30 Rock, venceu três Primetime Emmy Awards na categoria "Melhor Série de Comédia".

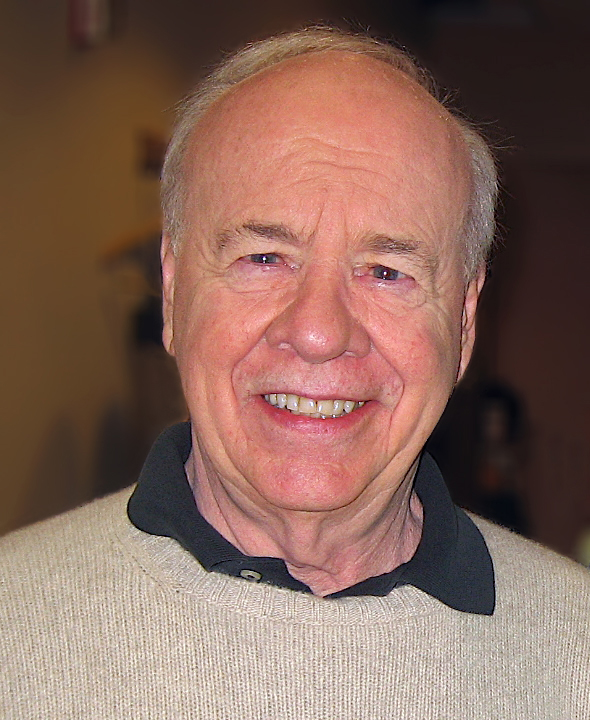
O actor Tim Conway venceu um Primetime Emmy pela interpretação de Bucky Bright durante a sua participação no episódio "Subway Hero".

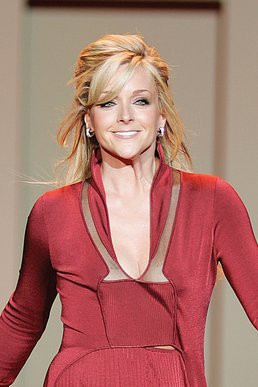
A actriz Jane Krakowski foi nomeada para três Primetime Emmys pela interpretação da personagem Jenna Maroney.

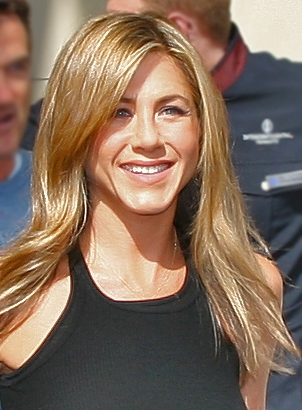
Jennifer Aniston recebeu uma nomeação pela sua participação em "The One with the Cast of Nigh Court".

| Ano  | Categoria                                         | Candidato(a)                 | Episódio                                       | Resultado |
| ---- | ------------------------------------------------- | ---------------------------- | ---------------------------------------------- | --------- |
| 2007 | Melhor Série de Comédia                           | Ver abaixo                   |                                                | Venceu    |
| 2007 | Melhor Actor em Série de Comédia                  | Alec Baldwin                 | "Hiatus"                                       | Nomeado   |
| 2007 | Melhor Actriz em Série de Comédia                 | Tina Fey                     | "Up All Night"                                 | Nomeado   |
| 2007 | Melhor Actriz Convidada em Série de Comédia       | Elaine Stritch               | "Hiatus"                                       | Venceu    |
| 2007 | Melhor Direcção em Série de Comédia               | Scott Ellis                  | "The Break Up"                                 | Nomeado   |
| 2007 | Melhor Escrita de Argumento para Série de Comédia | Tina Fey                     | "Tracy Does Conan"                             | Nomeado   |
| 2007 | Melhor Escrita de Argumento para Série de Comédia | Robert Carlock               | "Jack-Tor"                                     | Nomeado   |
| 2008 | Melhor Série de Comédia                           | Ver abaixo                   |                                                | Venceu    |
| 2008 | Melhor Actor em Série de Comédia                  | Alec Baldwin                 | "Rosemary's Baby"                              | Venceu    |
| 2008 | Melhor Actriz em Série de Comédia                 | Tina Fey                     | "Sandwich Day"                                 | Venceu    |
| 2008 | Melhor Actor Convidado em Série Comédia           | Tim Conway                   | "Subway Hero"                                  | Venceu    |
| 2008 | Melhor Direcção em Série de Comédia               | Michael Engler               | "Rosemary's Baby"                              | Nomeado   |
| 2008 | Melhor Actor Convidado em Série de Comédia        | Will Arnett                  | "Jack Gets in the Game"                        | Nomeado   |
| 2008 | Melhor Actor Convidado em Série de Comédia        | Steve Buscemi                | "The Collection"                               | Nomeado   |
| 2008 | Melhor Actor Convidado em Série de Comédia        | Rip Torn                     | "Jack Gets in the Game"                        | Nomeado   |
| 2008 | Melhor Actriz Convidada em Série de Comédia       | Edie Falco                   | "Episódio 210"                                 | Nomeado   |
| 2008 | Melhor Actriz Convidada em Série de Comédia       | Carrie Fisher                | "Rosemary's Baby"                              | Nomeado   |
| 2008 | Melhor Actriz Convidada em Série de Comédia       | Elaine Stritch               | "Ludachristmas"                                | Nomeado   |
| 2008 | Melhor Escrita de Argumento para Série de Comédia | Tina Fey                     | "Cooter"                                       | Venceu    |
| 2008 | Melhor Escrita de Argumento para Série de Comédia | Jack Burditt                 | "Rosemary's Baby"                              | Nomeado   |
| 2009 | Melhor Série de Comédia                           | Ver abaixo                   |                                                | Venceu    |
| 2009 | Melhor Actor em Série de Comédia                  | Alec Baldwin                 | "Generalissimo"                                | Venceu    |
| 2009 | Melhor Actriz em Série de Comédia                 | Tina Fey                     | "Reunion"                                      | Nomeado   |
| 2009 | Melhor Actor Secundário em Série de Comédia       | Tracy Morgan                 | "The Funcooker"                                | Nomeado   |
| 2009 | Melhor Actor Secundário em Série de Comédia       | Jack McBrayer                | "The Bubble"                                   | Nomeado   |
| 2009 | Melhor Actriz Secundária em Série de Comédia      | Jane Krakowski               | "The One with the Cast of Night Court"         | Nomeado   |
| 2009 | Melhor Escrita de Argumento para Série de Comédia | Matt Hubbard                 | "Reunion"                                      | Venceu    |
| 2009 | Melhor Escrita de Argumento para Série de Comédia | Robert Carlock               | "Apollo, Apollo"                               | Nomeado   |
| 2009 | Melhor Escrita de Argumento para Série de Comédia | Ron W, Jack Burditt          | "Kidney Now!"                                  | Nomeado   |
| 2009 | Melhor Escrita de Argumento para Série de Comédia | Ron Weiner                   | "Mamma Mia"                                    | Nomeado   |
| 2009 | Melhor Direcção em Série de Comédia               | Millicent Shelton            | "Apollo, Apollo"                               | Nomeado   |
| 2009 | Melhor Direcção em Série de Comédia               | Beth McCarthy-Miller         | "Reunion"                                      | Nomeado   |
| 2009 | Melhor Direcção em Série de Comédia               | Todd Holland                 | "Generalissimo"                                | Nomeado   |
| 2009 | Melhor Actor Convidado em Série de Comédia        | Steve Martin                 | "Gavin Volure"                                 | Nomeado   |
| 2009 | Melhor Actor Convidado em Série de Comédia        | Jon Hamm                     | "The Bubble"                                   | Nomeado   |
| 2009 | Melhor Actor Convidado em Série de Comédia        | Alan Alda                    | "Mamma Mia"                                    | Nomeado   |
| 2009 | Melhor Actriz Convidada em Série de Comédia       | Jennifer Aniston             | "The One with the Cast of Night Court"         | Nomeado   |
| 2009 | Melhor Actriz Convidada em Série de Comédia       | Elaine Stritch               | "Christmas Special"                            | Nomeado   |
| 2010 | Melhor Série de Comédia                           | Ver abaixo                   |                                                | Nomeado   |
| 2010 | Melhor Actor em Série de Comédia                  | Alec Baldwin                 | "Don Geiss, America and Hope"                  | Nomeado   |
| 2010 | Melhor Actriz em Série de Comédia                 | Tina Fey                     | "Dealbreakers Talk Show #0001"                 | Nomeado   |
| 2010 | Melhor Actriz Secundária em Série de Comédia      | Jane Krakowski               | "Black Light Attack!"                          | Nomeado   |
| 2010 | Melhor Actriz Convidada em Série de Comédia       | Elaine Stritch               | "The Moms"                                     | Nomeado   |
| 2010 | Melhor Actor Convidado em Série de Comédia        | Jon Hamm                     | "Emanuelle Goes to Dinosaur Land"              | Nomeado   |
| 2010 | Melhor Actor Convidado em Série de Comédia        | Will Arnet                   | "Into the Crevasse"                            | Nomeado   |
| 2010 | Melhor Escrita de Argumento para Série de Comédia | Matt Hubbard                 | "Anna Howard Shaw Day"                         | Nomeado   |
| 2010 | Melhor Escrita de Argumento para Série de Comédia | Tina Fey, Kay Cannon         | "Lee Marvin vs. Derek Jeter"                   | Nomeado   |
| 2011 | Melhor Série de Comédia                           | Ver abaixo                   |                                                | Nomeado   |
| 2011 | Melhor Actor em Série de Comédia                  | Alec Baldwin                 | "Respawn"                                      | Nomeado   |
| 2011 | Melhor Actriz em Série de Comédia                 | Tina Fey                     | "Double-Edged Sword"                           | Nomeado   |
| 2011 | Melhor Actriz Secundária em Série de Comédia      | Jane Krakowski               | "Queen of Jordan"                              | Nomeado   |
| 2011 | Melhor Actor Convidado em Série de Comédia        | Will Arnett                  | "Plan B"                                       | Nomeado   |
| 2011 | Melhor Actor Convidado em Série de Comédia        | Matt Damon                   | "Double-Edged Sword"                           | Nomeado   |
| 2011 | Melhor Actor Convidado em Série de Comédia        | Elizabeth Banks              | "Double-Edged Sword"                           | Nomeado   |
| 2011 | Melhor Escrita para Série de Comédia              | Matt Hubbard                 | "Reaganing"                                    | Nomeado   |
| 2011 | Melhor Director em Série de Comédia               | Beth McCarthy-Miller         | "Live Show"                                    | Nomeado   |
| 2012 | Melhor Série de Comédia                           | ver abaixo                   |                                                | Nomeado   |
| 2012 | Melhor Actor em Série de Comédia                  | Alec Baldwin                 | "Live from Studio 6H"                          | Nomeado   |
| 2012 | Melhor Actriz em Série de Comédia                 | Tina Fey                     | "The Tuxedo Begins"                            | Nomeado   |
| 2012 | Melhor Actor Convidado em Série de Comédia        | Will Arnett                  | "Idiots Are People Three!"                     | Nomeado   |
| 2012 | Melhor Actor Convidado em Série de Comédia        | Jon Hamm                     | "Live from Studio 6H"                          | Nomeado   |
| 2012 | Melhor Actriz Convidada em Série de Comédia       | Elizabeth Banks              | "The Return of Avery Jessup"                   | Nomeado   |
| 2012 | Melhor Actriz Convidada em Série de Comédia       | Margaret Cho                 | "The Return of Avery Jessup"                   | Nomeado   |
| 2013 | Melhor Série de Comédia                           | ver abaixo                   |                                                | Nomeado   |
| 2013 | Melhor Actor em Série de Comédia                  | Alec Baldwin                 | "A Goon's Deed in a Weary World"               | Nomeado   |
| 2013 | Melhor Actriz em Série de Comédia                 | Tina Fey                     | "Hogcock!" / "Last Lunch"                      | Nomeado   |
| 2013 | Melhor Actriz Secundária em Série de Comédia      | Jane Krakowski               | "Hogcock!" / "Last Lunch"                      | Nomeado   |
| 2013 | Melhor Actor Convidado em Série de Comédia        | Will Forte                   | "My Whole Life Is Thunder"                     | Nomeado   |
| 2013 | Melhor Actriz Convidada em Série de Comédia       | Elaine Stritch               | "My Whole Life Is Thunder"                     | Nomeado   |
| 2013 | Melhor Escrita de Argumento para Série de Comédia | Tina Fey, Tracey Wigfield    | "Last Lunch"                                   | Venceu    |
| 2013 | Melhor Escrita de Argumento para Série de Comédia | Jack Burditt, Robert Carlock | "Hogcock!"                                     | Nomeado   |
| 2013 | Melhor Direcção em Série de Comédia               | Beth McCarthy-Miller         | "Mazel Tov, Dummies!", "Hogcock!"/"Last Lunch" | Nomeado   |

↑Nomeados para "Melhor Série de Comédia" em 2007 : Lorne Michaels, Tina Fey, David Miner, Joann Alfano, Marci Klein, Robert Carlock, Jack Burditt, John Riggi, Brett Baer, Dave Finkel, Adam Bernstein, Jeff Richmond, Jerry Kupfer
↑Nomeados para "Melhor Série de Comédia" em 2008 : Lorne Michaels, Tina Fey, Marci Klein, David Miner, Robert Carlock, John Riggi, Jack Burditt, Jeff Richmond, Don Scardino, Jerry Kupfer
↑Nomeados para "Melhor Série de Comédia" em 2009 : Lorne Michaels, Tina Fey, Marci Klein, David Miner, Robert Carlock, John Riggi, Jack Burditt, Ron Weiner, Matt Hubbard, Jeff Richmond, Don Scardino, Jerry Kupfer
↑Nomeados para "Melhor Série de Comédia" em 2010 : Lorne Michaels, Tina Fey, Marci Klein, David Miner, Robert Carlock, John Riggi, Ron Weiner
↑Nomeados para "Melhor Série de Comédia" em 2011 : Lorne Michaels, Tina Fey, Robert Carlock, Marci Klein, David Miner, Jeff Richmond, John Riggi, Ron Weiner, Jack Burditt, Matt Hubbard, Alec Baldwin, Kay Cannon, Vali Chandrasekaran, Don Scardino, Josh Siegal, Dylan Morgan, Irene Burns, Jerry Kupfer
↑Nomeados para "Melhor Série de Comédia" em 2012 : Lorne Michaels, Tina Fey, Robert Carlock, Marci Klein, David Miner, Jeff Richmond, John Riggi, Ron Weiner, Matt Hubbard, Kay Cannon, Vali Chandrasekaran, Josh Siegal, Dylan Morgan, Luke Del Tredici, Jerry Kupfer, Alec Baldwin, Irene Burns
↑Nomeados para "Melhor Série de Comédia" em 2013 : Tina Fey, Robert Carlock, Marci Klein, David Miner, Jeff Richmond, Jack Burditt, Lorne Michaels, Matt Hubbard, Josh Siegal, Dylan Morgan, Luke Del Tredici, Alec Baldwin, Colleen McGuinness, Tracey Wigfield, Jerry Kupfer

#### Prémios Creative Arts Emmy
Os Creative Arts Emmy Awards são uma divisão dos Emmy Awards que homenageam a parte técnica da televisão norte-americana. 30 Rock já recebeu dezasseis nomeações, vencendo duas destas.
| Ano  | Categoria                                                                             | Candidato(a) | Episódio                                               | Resultado |
| ---- | ------------------------------------------------------------------------------------- | --- | ------------------------------------------------------ | --------- |
| 2007 | Melhor Elenco de Série de Comédia                                                     | Jennifer McNamara Shroff |                                                        | Nomeado   |
| 2007 | Melhor Música Tema de Abertura                                                        | Jeff Richmond | "Hard Ball"                                            | Nomeado   |
| 2007 | Melhor Mistura de Som para uma Série de Comédia ou Drama (meia-hora) e Animação       | Griffin Richardson | "Corporate Crush"                                      | Nomeado   |
| 2008 | Melhor Elenco de Série de Comédia                                                     | Jennifer McNamara Shroff |                                                        | Venceu    |
| 2008 | Melhor Mistura de Som para uma Série de Comédia ou Drama (meia-hora) e Animação       | Bill Marino, Tony Pipitone, Griffin Richardson | "Episódio 210"                                         | Venceu    |
| 2008 | Melhor Cinematografia para uma Série de meia-hora                                     | Vanja Cernjul |                                                        | Nomeado   |
| 2008 | Melhor Edição de Imagem para Série de Comédia (Single ou Multi-Camera)                | Ken Eluto, A.C.E | "Cooter"                                               | Nomeado   |
| 2008 | Classe Especial Excelente - Programas de Entretenimento de formato curto de vida real | Eric Gurian, Jack McBrayer, Josh Silberman, Andrew Singer, Carole Panick | Kenneth the Web Page (Curtas-metragens da NBC.com)     | Nomeado   |
| 2009 | Melhor Elenco de Série de Comédia                                                     | Jennifer McNamara Shroff |                                                        | Venceu    |
| 2009 | Melhor Edição de Imagem para Série de Comédia (Single ou Multi-Camera)                | Ken Eluto, A.C.E | "Apollo, Apollo"                                       | Venceu    |
| 2009 | Melhor Cinematografia para uma Série de meia-hora                                     | Griffin Richardson, Tony Pipitone | "Apollo, Apollo"                                       | Nomeado   |
| 2009 | Melhor Mistura de Som para uma Série de Comédia ou Drama (meia-hora) e Animação       | Griffin Richardson, Tony Pipitone | "Kidney Now!"                                          | Nomeado   |
| 2010 | Melhor Elenco de Série de Comédia                                                     | Jennifer McNamara-Shroff |                                                        | Nomeado   |
| 2010 | Melhor Edição de Imagem para Série de Comédia (Single ou Multi-Camera)                | Ken Eluto, A.C.E. | "Dealbreakers Talk Show #0001"                         | Nomeado   |
| 2010 | Melhor Mistura de Som para uma Série de Comédia ou Drama (meia-hora) e Animação       | Griffin Richardson, Tony Pipitone, Bill Marino | "Argus"                                                | Nomeado   |
| 2010 | Melhor Vestuário para uma Série                                                       | Tom Broecker, Remy Pearce, Joanna Brett | "I Do Do"                                              | Nomeado   |
| 2010 | Melhor Cinematografia para uma Série de meia-hora                                     | Matthew Clark | "Season 4"                                             | Nomeado   |
| 2010 | Programa de Classe Especial                                                           | Eric Gurian, William Sell, Clint Koltveit | The Webisodes                                          | Nomeado   |
| 2011 | Melhor Elenco de Série de Comédia                                                     | Jennifer McNamara Shroff, Katja Blichfeld |                                                        | Nomeado   |
| 2011 | Melhor Edição de Imagem para Série de Comédia (Single ou Multi-Camera)                | Ken Eluto, A.C.E | "100"                                                  | Nomeado   |
| 2011 | Melhor Composição de Música para uma Série (Banda Sonora Original Dramática)          | Jeff Richmond | "100"                                                  | Nomeado   |
| 2011 | Melhor Direcção Técnica, Trabalho de Câmara, Controle de Vídeo Para Série             | | "Live Show" (Transmissão da Costa Oeste)               | Nomeado   |
| 2011 | Classe Especial Excelente - Programas de Entretenimento de formato curto de vida real | | The Webisodes (Curta-metragens da NBC.com)             | Nomeado   |
| 2012 | Programa de Entretenimento de Classe Especial de Formato Curto de Live-action         | | The Webisodes (Curta-metragens da NBC.com)             | Nomeado   |
| 2012 | Programa Não-Ficcional de Classe Especial de Formato Curto                            | Tina Fey | Ask Tina (Curtas-metragens da NBC.com)                 | Nomeado   |
| 2012 | Melhor Direcção de Arte para Série de Câmara Múltipla                                 | Teresa Masterpierro, Keith Raywood, Jennifer Greenberg | "Live from Studio 6H"                                  | Nomeado   |
| 2012 | Melhor Edição de Imagem Para Série de Comédia de Câmara Única                         | Ken Eluto, A.C.E | "The Tuxedo Begins"                                    | Nomeado   |
| 2012 | Melhor Edição de Imagem Para Série de Comédia de Câmara Única                         | Meg Reticker | "Leap Day"                                             | Nomeado   |
| 2012 | Melhor Composição de Música para Série (Banda Sonora Dramática Original)              | Jeff Richmond | "The Tuxedo Begins"                                    | Nomeado   |
| 2012 | Mistura de Som para Série Comédia ou Drama (meia hora)                                | Robert Palladino, Martin Brumbach, Josiah Gluck, William Taylor | "Live from Studio 6H"                                  | Nomeado   |
| 2012 | Direcção Técnica, Trabalho de Câmara, Controle de Vídeo Para Série                    | Steven Cimino, Barry Frischer, John Pinto, Charlie Huntley, Tim Quigley, Eric A. Eisenstein, Richard B. Fox, Marc Bloomgarden, Gerard Sava, Jeffrey Dutemple, Susan Noll, Frank Grisanti | "Live from Studio 6H" (Transmissão da Costa Este)      | Nomeado   |
| 2013 | Melhor Elenco de Série de Comédia                                                     | Jennifer McNamara-Shroff, Katja Blichfeld, Jessica Daniels |                                                        | Venceu    |
| 2013 | Melhor Edição de Imagem para Série de Comédia (Single ou Multi-Camera)                | Meg Reticker, Ken Eluto, A.C.E | "Hogcock!"                                             | Nomeado   |
| 2013 | Melhor Música e Letras                                                                | Jeff Richmond, Tina Fey, Tracey Wigfield | "Hogcock!"/"Last Lunch" (Canção: "The Rural Juror")    | Nomeado   |
| 2013 | Melhor Mistura de Som para uma Série de Comédia ou Drama (meia-hora) e Animação       | Griffin Richardson, Tony Pipitone | "Mazel Tov, Dummies!"                                  | Nomeado   |
| 2013 | Classe Especial Excelente - Programas de Entretenimento de formato curto de vida real | Eric Gurian, Tina Fey, Clint Koltveit, Bill Sell, Nick Bernardone | The Webisodes (Curta-metragens da NBC.com)             | Nomeado   |
| 2013 | Classe Especial - Programas não-ficcionais de formato curto                           | | 30 Rock: The Final Season (Curta-metragens da NBC.com) | Nomeado   |

### Prémios Golden Nymph do Festival de Televisão de Monte Carlo
O Festival de Televisão de Monte Carlo foi criado entre 16 a 20 de Janeiro de 1961 por Sua Alteza Sereníssima o Príncipe Rainier III do Mónaco que pretendia "incentivar um nova forma de arte, ao serviço da paz e da compreensão entre os homens". No festival ocorre uma entrega de prémios destinados a televisão, em que o prémio é uma estatueta em forma da ninfa Salmacis, de autoria do escultor monegasco François Joseph Bosio. Esta estutueta é conhecida como Ninfa de Ouro (no original, Golden Nymph) e é somente dada às premiaçãos máximas como por exemplo, "Melhor Actor" e "Melhor Actriz".
Em 2008, pela sua primeira temporada, 30 Rock recebeu seis nomeações, incluindo uma na categoria "Melhor Série de Comédia" e três na categoria "Melhor Actor - Série de Comédia". Contudo, perdeu todas estas nomeações. Em 2009 e 2010, a série foi nomeada nas mesmas categorias, porém recebeu apenas duas nomeações para "Melhor Actor - Série de Comédia". Em 2010, o seriado venceu na categoria "Melhor Série de Comédia". Nos anos subsequentes, 30 Rock continuou a receber nomeações nas mesmas categorias, com a excepção de 2012, quando não foi nomeada para "Melhor Série de Comédia" mas sim para "Melhor Produtor Internacional (Série de Comédia)". Tracy Morgan e Tina Fey são os únicos actores que já venceram um Golden Nymph Award pelo seu trabalho na série.
| Ano  | Categoria                                        | Candidato(a)                             | Resultado |
| ---- | ------------------------------------------------ | ---------------------------------------- | --------- |
| 2008 | Melhor Série de Comédia                          |                                          | Nomeado   |
| 2008 | Melhor Actor - Série de Comédia                  | Alec Baldwin                             | Nomeado   |
| 2008 | Melhor Actor - Série de Comédia                  | Tracy Morgan                             | Nomeado   |
| 2008 | Melhor Actor - Série de Comédia                  | Jack McBrayer                            | Nomeado   |
| 2008 | Melhor Actriz - Série de Comédia                 | Tina Fey                                 | Nomeado   |
| 2008 | Melhor Actriz - Série de Comédia                 | Jane Krakowski                           | Nomeado   |
| 2009 | Melhor Série de Comédia                          |                                          | Nomeado   |
| 2009 | Melhor Actor - Série de Comédia                  | Alec Baldwin                             | Nomeado   |
| 2009 | Melhor Actor - Série de Comédia                  | Tracy Morgan                             | Nomeado   |
| 2009 | Melhor Actriz - Série de Comédia                 | Tina Fey                                 | Nomeado   |
| 2009 | Melhor Actriz - Série de Comédia                 | Jane Krakowski                           | Nomeado   |
| 2010 | Melhor Série de Comédia                          |                                          | Venceu    |
| 2010 | Melhor Actor - Série de Comédia                  | Alec Baldwin                             | Nomeado   |
| 2010 | Melhor Actor - Série de Comédia                  | Tracy Morgan                             | Nomeado   |
| 2010 | Melhor Actriz - Série de Comédia                 | Tina Fey                                 | Nomeado   |
| 2010 | Melhor Actriz - Série de Comédia                 | Jane Krakowski                           | Nomeado   |
| 2011 | Melhor Série de Comédia                          |                                          | Nomeado   |
| 2011 | Melhor Actor - Série de Comédia                  | Alec Baldwin                             | Nomeado   |
| 2011 | Melhor Actor - Série de Comédia                  | Tracy Morgan                             | Venceu    |
| 2011 | Melhor Actriz - Série de Comédia                 | Tina Fey                                 | Nomeado   |
| 2011 | Melhor Actriz - Série de Comédia                 | Jane Krakowski                           | Nomeado   |
| 2012 | Melhor Produtor Internacional (Série de Comédia) | Lorne Michaels, Tina Fey, Robert Carlock | Nomeado   |
| 2012 | Melhor Actor - Série de Comédia                  | Alec Baldwin                             | Nomeado   |
| 2012 | Melhor Actor - Série de Comédia                  | Tracy Morgan                             | Nomeado   |
| 2012 | Melhor Actriz - Série de Comédia                 | Tina Fey                                 | Venceu    |
| 2012 | Melhor Actriz - Série de Comédia                 | Jane Krakowski                           | Nomeado   |

### Prémios Globos de Ouro
Os Prémios Globos de Ouro (no original, Golden Globe Awards) são os prémios entregues anualmente pela Associação de Correspondentes Estrangeiros de Hollywood aos melhores profissionais do cinema e da televisão norte-americana.
Entregues desde o ano de 1944, nos estúdios da 20th Century Fox, são reconhecidos como uma das maiores honras que alguém que trabalhe numa dessas indústrias possa receber, sendo o maior prémio da crítica.
O primeiro Globo de Ouro para 30 Rock foi vencido por Alec Baldwin em 2007, pela interpretação do personagem Jack Donaghy. Baldwin foi a única pessoa relacionada com a série a receber uma nomeação nesse ano. No ano seguinte, Tina Fey venceu na categoria "Melhor Actriz em Série de Comédia ou Musical", sendo a única vencedora nesse ano. Contudo, Fey optou por não comparecer à cerimónia devido a greve de 2007-2008 do Writers Guild of America. O Writers Guild of America, um sindicato de argumentistas norte-americanos do qual Fey é membro, não compareceram à cerimónia de entrega de prémios dos Globos de Ouro durante a greve e não deixaram os seus membros participarem também. Os membros do Screen Actors Guild, dos quais Fey também é um membro, bem como Baldwin, se recusaram a atravessar as proibições dos Writers Guild na cerimónia. Em 2009, a série foi nomeada para três categorias, tendo vencido-as todas, sendo a segunda série com o maior número de vencimentos nesse ano. Além disso, estabeleceu um recorde que ainda não foi quebrado por qualquer outro seriado.
Baldwin é o maior vencedor dos Globos de Ouro, com três em sua posse.
| Ano  | Categoria                                    | Candidato(a) | Resultado |
| ---- | -------------------------------------------- | ------------ | --------- |
| 2007 | Melhor Actor em Série de Comédia ou Musical  | Alec Baldwin | Venceu    |
| 2008 | Melhor Série de Comédia ou Musical           |              | Nomeado   |
| 2008 | Melhor Actor em Série de Comédia ou Musical  | Alec Baldwin | Nomeado   |
| 2008 | Melhor Actriz em Série de Comédia ou Musical | Tina Fey     | Venceu    |
| 2009 | Melhor Série de Comédia ou Musical           |              | Venceu    |
| 2009 | Melhor Actor em Série de Comédia ou Musical  | Alec Baldwin | Venceu    |
| 2009 | Melhor Actriz em Série de Comédia ou Musical | Tina Fey     | Venceu    |
| 2010 | Melhor Série de Comédia ou Musical           |              | Nomeado   |
| 2010 | Melhor Actor em Série de Comédia ou Musical  | Alec Baldwin | Venceu    |
| 2010 | Melhor Actriz em Série de Comédia ou Musical | Tina Fey     | Nomeado   |
| 2011 | Melhor Série de Comédia ou Musical           |              | Nomeado   |
| 2011 | Melhor Actor em Série de Comédia ou Musical  | Alec Baldwin | Nomeado   |
| 2011 | Melhor Actriz em Série de Comédia ou Musical | Tina Fey     | Nomeado   |
| 2012 | Melhor Actor em Série de Comédia ou Musical  | Alec Baldwin | Nomeado   |
| 2012 | Melhor Actriz em Série de Comédia ou Musical | Tina Fey     | Nomeado   |
| 2013 | Melhor Actor em Série de Comédia ou Musical  | Alec Baldwin | Nomeado   |
| 2013 | Melhor Actriz em Série de Comédia ou Musical | Tina Fey     | Nomeado   |

### Prémios Gracie Allen Awards
Os Gracie Allen Awards são uma cerimónia de entrega de prémios que celebra programas de televisão criados por mulheres, para mulheres e sobre mulheres, bem como indivíduos que tenham feito contributos exemplares para a média electrónica e afiliados. Neste prémio, 30 Rock recebeu cinco nomeações, incluindo duas vezes na mesma categoria. Ao vencer todas as categorias em que nomeada, a série tornou-se na única a conseguir este feito.
| Ano  | Categoria                                              | Candidato(a) | Resultado |
| ---- | ------------------------------------------------------ | ------------ | --------- |
| 2007 | Liderança Feminina Proeminente em uma Série de Comédia | Tina Fey     | Venceu    |
| 2008 | Liderança Feminina Proeminente em uma Série de Comédia | Tina Fey     | Venceu    |
| 2008 | Melhor Directora - Série de Entretenimento ou Especial | Gail Mancuso | Venceu    |
| 2010 | Melhor Comédia                                         |              | Venceu    |
| 2012 | Melhor Director - Entretenimento                       | Tricia Brock | Venceu    |

### Prémios Image do NAACP
O NAACP Image Award é um prémio norte-americano concedido todos os anos desde 1970 pela associação National Association for the Advancement of Colored People (NAACP, em português: Associação Nacional para o Progresso de Pessoas de Cor) para as personalidades afro-americanos mais influentes do cinema, da televisão e da música do ano. 30 Rock já recebeu uma nomeação na categoria "Melhor Série de Comédia" por quatro vezes consecutivas entre 2007-11. Contudo, não venceu em alguma vez. Tracy Morgan, o único actor afro-americano que integra o elenco principal da série, foi nomeado por seis vezes consecutivas à categoria "Melhor Actor Secundário em Série de Comédia", porém, bem como a série, jamais venceu. O director Ken Whittingham foi quem mais bem se sucedeu nos NAACP Image Awards, uma vez que venceu pelas duas vezes que foi nomeado para a categoria "Melhor Direcção em Série de Comédia".

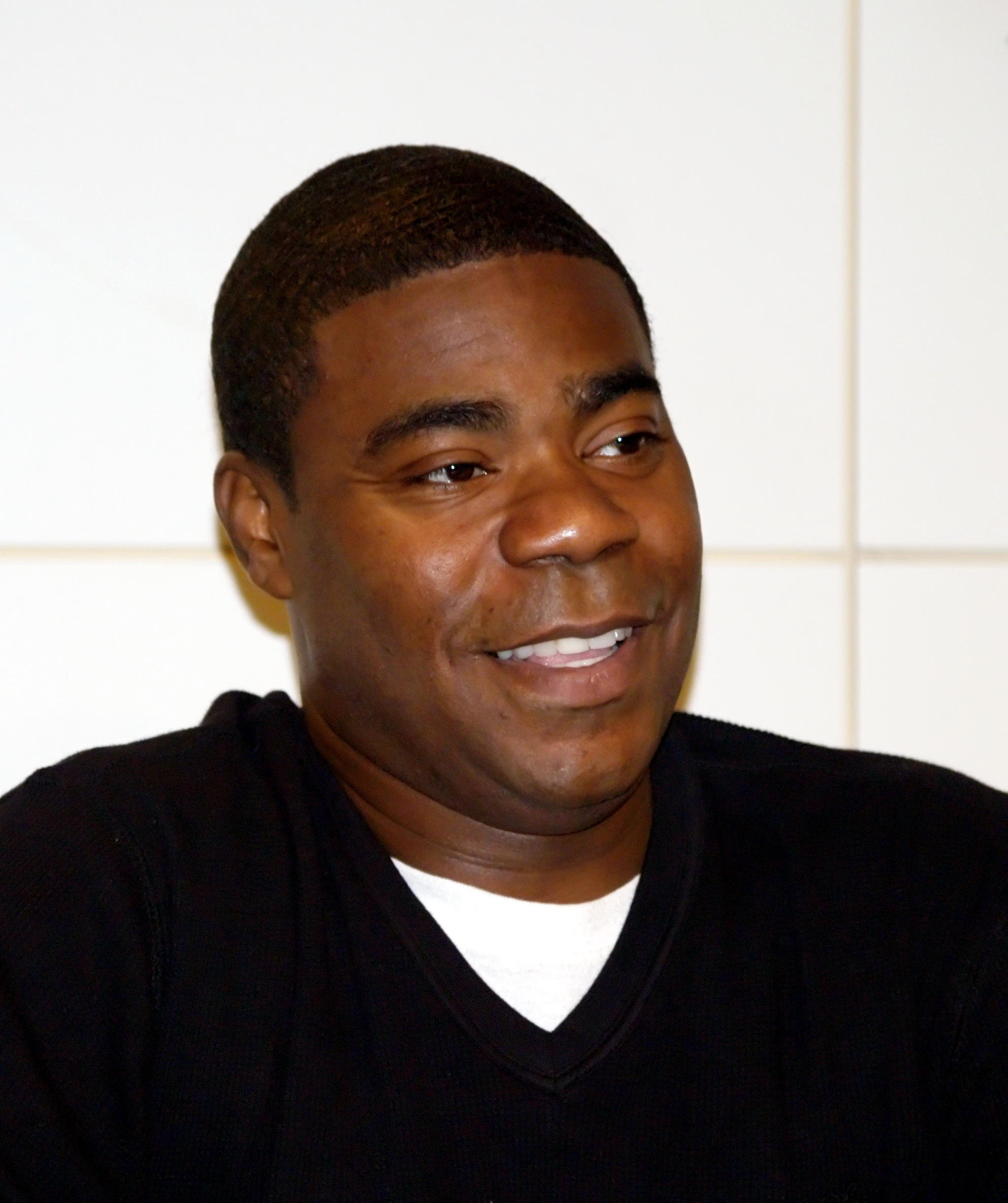
O actor Tracy Morgan recebeu cinco nomeações aos NAACP Image Awards em anos consecutivos pela sua performance como o personagem Tracy Jordan.

| Ano  | Categoria                                         | Candidato(a)                        | Episódio                      | Resultado |
| ---- | ------------------------------------------------- | ----------------------------------- | ----------------------------- | --------- |
| 2008 | Melhor Actor Secundário em Série de Comédia       | Tracy Morgan                        |                               | Nomeado   |
| 2008 | Melhor Série de Comédia                           |                                     | Nomeado                       |           |
| 2009 | Melhor Actor Secundário em Série de Comédia       | Tracy Morgan                        | Nomeado                       |           |
| 2009 | Melhor Série de Comédia                           |                                     | Nomeado                       |           |
| 2009 | Melhor Direcção numa Série de Comédia             | Ken Whittingham                     | "MILF Island"                 | Venceu    |
| 2010 | Melhor Série de Comédia                           |                                     |                               | Nomeado   |
| 2010 | Melhor Actor Secundário em Série de Comédia       | Tracy Morgan                        | Nomeado                       |           |
| 2010 | Melhor Direcção numa Série de Comédia             | Ken Whittingham                     | "The Funcooker"               | Venceu    |
| 2011 | Melhor Série de Comédia                           |                                     |                               | Nomeado   |
| 2011 | Melhor Actor Secundário em Série de Comédia       | Tracy Morgan                        | Nomeado                       |           |
| 2011 | Melhor Direcção numa Série de Comédia             | Ken Whittingham                     | "Anna Howard Shaw Day"        | Nomeado   |
| 2011 | Melhor Escrita de Argumento para Série de Comédia | Vali Chandrasekaran                 | "Khonani"                     | Nomeado   |
| 2012 | Melhor Actor Secundário em Série de Comédia       | Tracy Morgan                        |                               | Nomeado   |
| 2012 | Melhor Escrita de Argumento para Série de Comédia | Vali Chandrasekaran                 | "It's Never Too Late for Now" | Nomeado   |
| 2013 | Melhor Actor Secundário em Série de Comédia       | Tracy Morgan                        |                               | Nomeado   |
| 2013 | Melhor Escrita de Argumento para Série de Comédia | Robert Carlock, Vali Chandrasekaran | "Murphy Brown Lied to Us"     | Nomeado   |
| 2014 | Melhor Actor Secundário em Série de Comédia       | Tracy Morgan                        |                               | Nomeado   |

### Prémios NAMIC Vision
Os NAMIC Vision Awards premeiam os melhores trabalhos da televisão e são entregues anualmente. 30 Rock já recebeu cinco nomeações ao prémio. Contudo, não venceu nenhuma.
| Ano  | Categoria                    | Candidato(a) | Resultado |
| ---- | ---------------------------- | ------------ | --------- |
| 2009 | Melhor Performance - Comédia | Tracy Morgan | Nomeado   |
| 2010 | Melhor Comédia               | 30 Rock      | Nomeado   |
| 2010 | Melhor Performance - Comédia | Tracy Morgan | Nomeado   |
| 2011 | Melhor Comédia               |              | Nomeado   |
| 2012 | Melhor Comédia               | Nomeado      |           |

### Prémios Online Film & Television Association
| Ano  | Categoria                                                    | Candidato(a)        | Resultado |
| ---- | ------------------------------------------------------------ | ------------------- | --------- |
| 2007 | Melhor Actriz em Série de Comédia                            | Tina Fey            | Nomeado   |
| 2007 | Melhor Actor em Série de Comédia                             | Alec Baldwin        | Nomeado   |
| 2007 | Melhor Actriz Convidada em Série de Comédia                  | Elaine Stritch      | Venceu    |
| 2007 | Melhor Actriz Convidada em Série de Comédia                  | Isabella Rossellini | Nomeado   |
| 2007 | Melhor Canção Tema Nova em uma Série, Película ou Minissérie | Jeff Richmond       | Nomeado   |
| 2008 | Melhor Série de Comédia                                      |                     | Venceu    |
| 2008 | Melhor Actriz em Série de Comédia                            | Tina Fey            | Venceu    |
| 2008 | Melhor Actor em Série de Comédia                             | Alec Baldwin        | Venceu    |
| 2008 | Melhor Actor Convidado em Série de Comédia                   | Will Arnett         | Nomeado   |
| 2008 | Melhor Actor Convidado em Série de Comédia                   | Dean Winters        | Nomeado   |
| 2008 | Melhor Actriz Secundária em Série de Comédia                 | Edie Falco          | Nomeado   |
| 2008 | Melhor Elenco em Série de Comédia                            |                     | Nomeado   |
| 2008 | Melhor Direcção em Série de Comédia                          |                     | Nomeado   |
| 2008 | Melhor Escrita de Argumento em Série de Comédia              |                     | Nomeado   |
| 2008 | Melhor Edição em Série de Comédia                            | Ken Eluto, A.C.E.   | Nomeado   |
| 2009 | Melhor Série de Comédia                                      |                     | Venceu    |
| 2009 | Melhor Actriz em Série de Comédia                            | Tina Fey            | Venceu    |
| 2009 | Melhor Actor em Série de Comédia                             | Alec Baldwin        | Venceu    |
| 2009 | Melhor Actor Secundário em Série de Comédia                  | Jack McBrayer       | Nomeado   |
| 2009 | Melhor Actor Secundário em Série de Comédia                  | Tracy Morgan        | Nomeado   |
| 2009 | Melhor Actriz Secundária em Série de Comédia                 | Jane Krakowski      | Nomeado   |
| 2009 | Melhor Actor Convidado em Série de Comédia                   | Alan Alda           | Nomeado   |
| 2009 | Melhor Actor Convidado em Série de Comédia                   | Jon Hamm            | Nomeado   |
| 2009 | Melhor Actor Convidado em Série de Comédia                   | Steve Martin        | Nomeado   |
| 2009 | Melhor Actriz Convidada em Série de Comédia                  | Jennifer Aniston    | Nomeado   |
| 2009 | Melhor Actriz Convidada em Série de Comédia                  | Salma Hayek         | Nomeado   |
| 2009 | Melhor Actriz Convidada em Série de Comédia                  | Elaine Stritch      | Nomeado   |
| 2010 | Melhor Série de Comédia                                      |                     | Nomeado   |
| 2010 | Melhor Actriz em Série de Comédia                            | Tina Fey            | Nomeado   |
| 2010 | Melhor Actor em Série de Comédia                             | Alec Baldwin        | Nomeado   |
| 2010 | Melhor Actor Secundário em Série de Comédia                  | Tracy Morgan        | Nomeado   |
| 2010 | Melhor Actriz Secundária em Série de Comédia                 | Jane Krakowski      | Nomeado   |
| 2010 | Melhor Actor Convidado em Série de Comédia                   | Jon Hamm            | Nomeado   |
| 2010 | Melhor Actor Convidado em Série de Comédia                   | Michael Sheen       | Nomeado   |
| 2010 | Melhor Actriz Convidada em Série de Comédia                  | Elaine Stritch      | Nomeado   |
| 2011 | Melhor Série de Comédia                                      |                     | Nomeado   |
| 2011 | Melhor Actriz em Série de Comédia                            | Tina Fey            | Nomeado   |
| 2011 | Melhor Actor em Série de Comédia                             | Alec Baldwin        | Nomeado   |
| 2011 | Melhor Actor Convidado em Série de Comédia                   | Matt Damon          | Nomeado   |
| 2011 | Melhor Actor Convidado em Série de Comédia                   | Paul Giamatti       | Nomeado   |
| 2011 | Melhor Actor Convidado em Série de Comédia                   | Jon Hamm            | Nomeado   |
| 2012 | Melhor Actriz em Série de Comédia                            | Tina Fey            | Nomeado   |
| 2012 | Melhor Actriz Secundária em Série de Comédia                 | Jane Krakowski      | Nomeado   |
| 2012 | Melhor Actor Convidado em Série de Comédia                   | Jon Hamm            | Nomeado   |
| 2012 | Melhor Actriz Convidada em Série de Comédia                  | Chloë Grace Moretz  | Nomeado   |
| 2012 | Melhor Actriz Convidada em Série de Comédia                  | Susan Sarandon      | Nomeado   |
| 2013 | Melhor Série de Comédia                                      |                     | Nomeado   |
| 2013 | Melhor Actriz em Série de Comédia                            | Tina Fey            | Nomeado   |
| 2013 | Melhor Actor em Série de Comédia                             | Alec Baldwin        | Nomeado   |
| 2013 | Melhor Actriz Secundária em Série de Comédia                 | Jane Krakowski      | Nomeado   |
| 2013 | Melhor Actriz Convidada em Série de Comédia                  | Chloë Grace Moretz  | Nomeado   |
| 2013 | Melhor Elenco de Série de Comédia                            |                     | Nomeado   |
| 2013 | Melhor Direcção em Série de Comédia                          | Ver abaixo          | Nomeado   |
| 2013 | Melhor Escrita de Argumento em Série de Comédia              | Ver abaixo          | Nomeado   |

↑Nomeados para "Melhor Direcção em Série de Comédia" em 2013 : Don Scardino, Beth McCarthy-Miller, Ken Whittingham, Jeff Richmond, Claire Cowperthwaite
↑Nomeados para "Melhor Escrita de Argumento em Série de Comédia" em 2013 : Jack Burditt, Robert Carlock, Tom Ceraulo, Tina Fey, Matt Hubbard, Sam Means, Nina Pedrad, John Riggi, Tracey Wigfield

### Prémios People's Choice
Os People's Choice Awards são uma cerimónia de entrega de prémios em que o público é que vota no seu programa ou actor/actriz favorito, quer de televisão ou de cinema. Em 2007, a série recebeu uma nomeação na categoria "Nova Comédia de TV Favorita". Em 2009, 2010 e 2011, Tina Fey foi nomeada ao prémio, tendo vencido em 2009 na categoria "Estrela Feminina Engraçada Favorita".
| Ano  | Categoria                               | Candidato(a) | Resultado |
| ---- | --------------------------------------- | ------------ | --------- |
| 2007 | Nova Comédia de TV Favorita             |              | Nomeado   |
| 2009 | Estrela Feminina Engraçada Favorita     | Tina Fey     | Venceu    |
| 2010 | Actriz de Comédia de Televisão Favorita | Tina Fey     | Nomeado   |
| 2012 | Actriz de Comédia de Televisão Favorita | Tina Fey     | Nomeado   |
| 2014 | Série Favorita que mais sentimos falta  | 30 Rock      | Nomeado   |

### Prémios Producers Guild of America
Durante o seu período de transmissão, 30 Rock recebeu oito nomeações aos Producers Guild of America Awards, incluindo sete consecutivas na categoria "O Prémio Danny Thomas para Produtor do Ano numa Série Episódica de Comédia", que venceu por três vezes.
| Ano  | Categoria                                                                  | Candidato(a)  | Resultado |
| ---- | -------------------------------------------------------------------------- | ------------- | --------- |
| 2008 | O Prémio Danny Thomas para Produtor do Ano numa Série Episódica de Comédia | Ver abaixo    | Venceu    |
| 2009 | O Prémio Danny Thomas para Produtor do Ano numa Série Episódica de Comédia | Ver abaixo    | Venceu    |
| 2010 | O Prémio Danny Thomas para Produtor do Ano numa Série Episódica de Comédia | Ver abaixo    | Venceu    |
| 2011 | O Prémio Danny Thomas para Produtor do Ano numa Série Episódica de Comédia | Ver abaixo    | Nomeado   |
| 2012 | O Prémio Danny Thomas para Produtor do Ano numa Série Episódica de Comédia | Ver abaixo    | Nomeado   |
| 2013 | O Prémio Danny Thomas para Produtor do Ano numa Série Episódica de Comédia | Ver abaixo    | Nomeado   |
| 2013 | Melhor Série Digital                                                       | The Webisodes | Venceu    |
| 2014 | O Prémio Danny Thomas para Produtor do Ano numa Série Episódica de Comédia | Ver abaixo    | Nomeado   |

↑Candidatos para "Produtor Televisivo do Ano em Comédia Episódica" de 2008 : Lorne Michaels, Tina Fey, Marci Klein, Robert Carlock, Jeff Richmond, Jerry Kupfer
↑Candidatos para "Produtor Televisivo do Ano em Comédia Episódica" de 2009 : Lorne Michaels, Tina Fey, Marci Klein, Robert Carlock, Jeff Richmond, Jerry Kupfer, David Miner
↑Candidatos para "Produtor Televisivo do Ano em Comédia Episódica" de 2010 : Lorne Michaels, Tina Fey, Marci Klein, David Miner, Robert Carlock, Jeff Richmond, Don Scardino, Jerry Kupfer
↑Candidatos para "Produtor Televisivo do Ano em Comédia Episódica" de 2011 : Lorne Michaels, Tina Fey, Marci Klein, David Miner, Robert Carlock, Jeff Richmond, Don Scardino, Jerry Kupfer
↑Candidatos para "Produtor Televisivo do Ano em Comédia Episódica" de 2012 : Lorne Michaels, Tina Fey, Marci Klein, David Miner, Robert Carlock, Jeff Richmond, Don Scardino, Jerry Kupfer
↑Candidatos para "Produtor Televisivo do Ano em Comédia Episódica" de 2013 : Irene Burns, Kay Cannon, Robert Carlock, Vali Chandrasekaran, Luke Del Tredici, Tina Fey, Matt Hubbard, Marci Klein, Jerry Kupfer, Lorne Michaels, David Miner, Dylan Morgan, Jeff Richmond, John Riggi, Josh Siegal, Ron Weiner
↑Candidatos para "Produtor Televisivo do Ano em Comédia Episódica" de 2014 : Jack Burditt, Robert Carlock, Luke Del Tredici, Tina FeyMatt Hubbard, Marci Klein, Jerry Kupfer, Colleen McGuinness, Lorne Michaels, David Miner, Dylan Morgan, Jeff Richmond, Josh Siegal, Tracey Wigfield

### Prémios Satellite
Os Satellite Awards são prémios entregues anualmente pela International Press Academy e homenageiam a indústria cinematográfica e televisiva. De todas as suas onze nomeações, 30 Rock venceu apenas duas, que foram para Alec Baldwin.
| Ano  | Categoria                                      | Candidato(a) | Resultado |
| ---- | ---------------------------------------------- | ------------ | --------- |
| 2007 | Melhor Actor numa Série de Comédia ou Musical  | Alec Baldwin | Nomeado   |
| 2007 | Melhor Actriz numa Série de Comédia ou Musical | Tina Fey     | Nomeado   |
| 2009 | Melhor Série de Comédia ou Musical             |              | Nomeado   |
| 2009 | Melhor Actor numa Série de Comédia ou Musical  | Alec Baldwin | Nomeado   |
| 2009 | Melhor Actriz numa Série de Comédia ou Musical | Tina Fey     | Nomeado   |
| 2010 | Melhor Série de Comédia ou Musical             |              | Nomeado   |
| 2010 | Melhor Actriz numa Série de Comédia ou Musical | Tina Fey     | Nomeado   |
| 2010 | Melhor Actor numa Série de Comédia ou Musical  | Alec Baldwin | Venceu    |
| 2011 | Melhor Série de Comédia ou Musical             |              | Nomeado   |
| 2011 | Melhor Actor numa Série de Comédia ou Musical  | Alec Baldwin | Venceu    |
| 2011 | Melhor Actriz numa Série de Comédia ou Musical | Tina Fey     | Nomeado   |

### Prémios Screen Actors Guild
Os Screen Actors Guild Awards são uma cerimónia de entregas de prémios anual promovida pelo sindicato norte-americano de actores Screen Actors Guild. As nomeações dos prémios chegam de 4200 membros escolhidos ao acaso pelo sindicato. 30 Rock já venceu treze prémios, inclusive em todas as categorias em que foi nomeado em 2009 e 2013, estabelendo assim um recorde a ser quebrado. Alec Baldwin é o maior vencedor dos Screen Actors Guild Awards, quer pelos seus trabalhos na série como em comparação com qualquer outra celebridade sem relação com o seriado, contendo sete prémios consecutivos em seu repertório, juntamente com um para Performance de um Elenco numa Série de Comédia, totalizando oito.

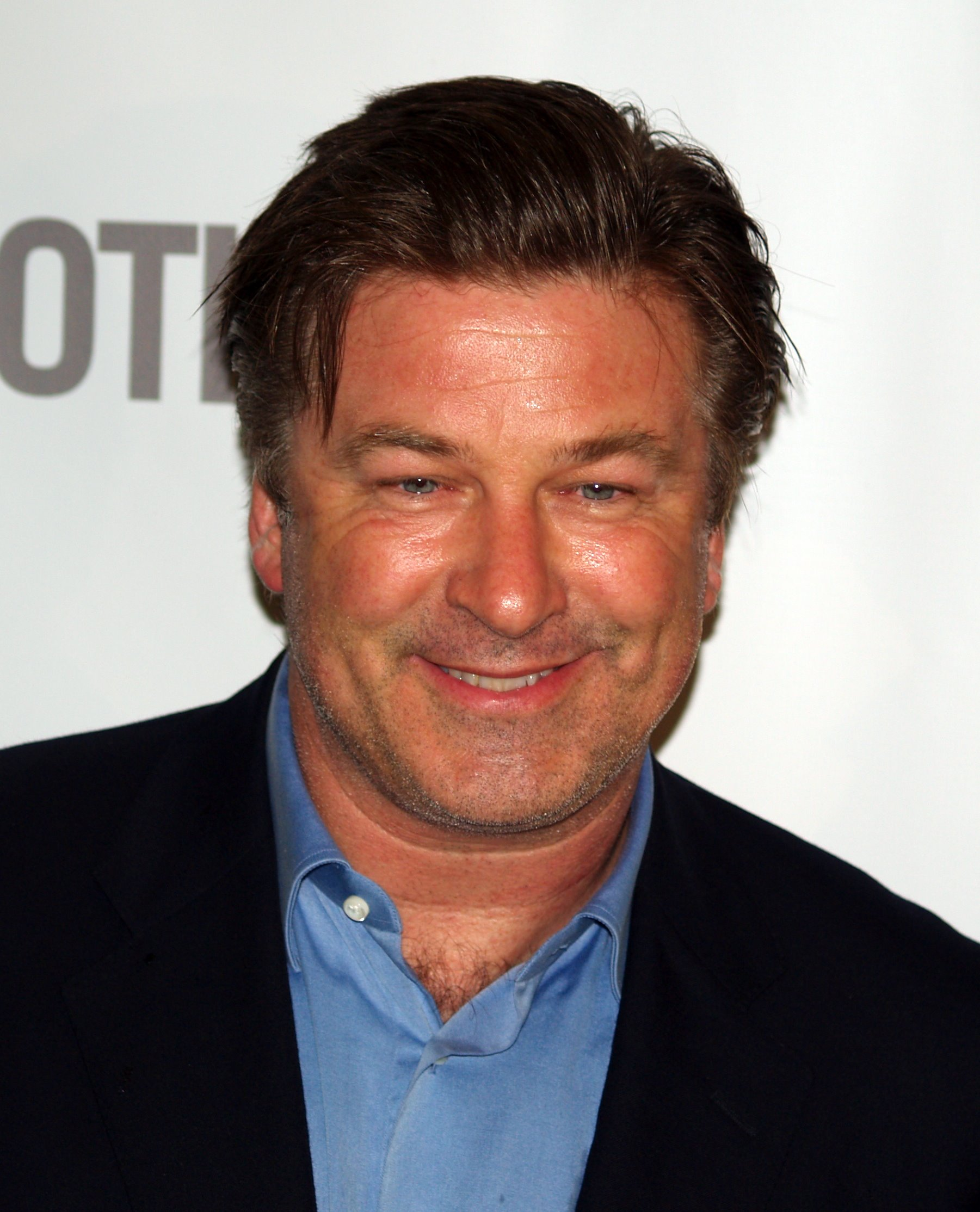
Alec Baldwin venceu oito Screen Actors Guild Awards consecutivos por seu papel como Jack Donaghy em 30 Rock, tornando-se assim no maior vencedor deste prémio.

| Ano  | Categoria                                              | Candidato(a) | Resultado |
| ---- | ------------------------------------------------------ | ------------ | --------- |
| 2007 | Melhor Performance de um Actor numa Série de Comédia   | Alec Baldwin | Venceu    |
| 2008 | Melhor Performance de um Elenco numa Série de Comédia  | Ver abaixo   | Nomeado   |
| 2008 | Performance de um Actor numa Série de Comédia          | Alec Baldwin | Venceu    |
| 2008 | Melhor Performance de uma Actriz numa Série de Comédia | Tina Fey     | Venceu    |
| 2009 | Performance de um Elenco numa Série de Comédia         | Ver abaixo   | Venceu    |
| 2009 | Performance de um Actor numa Série de Comédia          | Alec Baldwin | Venceu    |
| 2009 | Performance de uma Actriz numa Série de Comédia        | Tina Fey     | Venceu    |
| 2010 | Performance de um Elenco numa Série de Comédia         | Ver abaixo   | Nomeado   |
| 2010 | Performance de um Actor numa Série de Comédia          | Alec Baldwin | Venceu    |
| 2010 | Performance de uma Actriz numa Série de Comédia        | Tina Fey     | Venceu    |
| 2011 | Performance de um Elenco numa Série de Comédia         | Ver abaixo   | Nomeado   |
| 2011 | Performance de um Actor numa Série de Comédia          | Alec Baldwin | Venceu    |
| 2011 | Performance de um Actriz numa Série de Comédia         | Tina Fey     | Nomeado   |
| 2012 | Performance de um Elenco numa Série de Comédia         | Ver abaixo   | Nomeado   |
| 2012 | Performance de um Actor numa Série de Comédia          | Alec Baldwin | Venceu    |
| 2012 | Performance de um Actriz numa Série de Comédia         | Tina Fey     | Nomeado   |
| 2013 | Performance de um Elenco numa Série de Comédia         | Ver abaixo   | Nomeado   |
| 2013 | Performance de um Actor numa Série de Comédia          | Alec Baldwin | Venceu    |
| 2013 | Performance de um Actriz numa Série de Comédia         | Tina Fey     | Venceu    |
| 2014 | Performance de um Elenco numa Série de Comédia         | Ver abaixo   | Nomeado   |
| 2014 | Performance de um Actor numa Série de Comédia          | Alec Baldwin | Nomeado   |
| 2014 | Performance de um Actriz numa Série de Comédia         | Tina Fey     | Nomeado   |

↑Candidatos para "Performance de um Elenco numa Série de Comédia" de 2008 : Tina Fey, Tracy Morgan, Jane Krakowski, Jack McBrayer, Scott Adsit, Judah Friedlander, Alec Baldwin, Katrina Bowden, Keith Powell, Lonny Ross
↑Candidatos para "Performance de um Elenco numa Série de Comédia" de 2009 : Tina Fey, Tracy Morgan, Jane Krakowski, Jack McBrayer, Scott Adsit, Judah Friedlander, Alec Baldwin, Katrina Bowden, Keith Powell, Lonny Ross, Maulik Pancholy, Kevin Brown, Grizz Chapman
↑Candidatos para "Performance de um Elenco numa Série de Comédia" de 2010 : Tina Fey, Tracy Morgan, Jane Krakowski, Jack McBrayer, Scott Adsit, Judah Friedlander, Alec Baldwin, Katrina Bowden, Keith Powell, Maulik Pancholy, Kevin Brown, Lonny Ross, Grizz Chapman, John Lutz
↑Candidatos para "Performance de um Elenco numa Série de Comédia" de 2011 : Tina Fey, Tracy Morgan, Jane Krakowski, Jack McBrayer, Scott Adsit, Judah Friedlander, Alec Baldwin, Katrina Bowden, Keith Powell, Maulik Pancholy, Kevin Brown, Grizz Chapman
↑Candidatos para "Performance de um Elenco numa Série de Comédia" de 2012 : Tina Fey, Tracy Morgan, Jane Krakowski, Jack McBrayer, Scott Adsit, Judah Friedlander, Alec Baldwin, Katrina Bowden, Keith Powell, Maulik Pancholy, John Lutz, Kevin Brown, Grizz Chapman
↑Candidatos para "Performance de um Elenco numa Série de Comédia" de 2013 : Tina Fey, Tracy Morgan, Jane Krakowski, Jack McBrayer, Scott Adsit, Judah Friedlander, Alec Baldwin, Katrina Bowden, Keith Powell, John Lutz, Kevin Brown, Grizz Chapman
↑Candidatos para "Performance de um Elenco numa Série de Comédia" de 2014 : Tina Fey, Tracy Morgan, Jane Krakowski, Jack McBrayer, Scott Adsit, Judah Friedlander, Alec Baldwin, Katrina Bowden, Keith Powell, Maulik Pancholy, John Lutz, Kevin Brown, Grizz Chapman

### Prémios Television Critics Association
Os Television Critics Association Awards, ou simplesmente TCA Awards, são prémios entregues pela Television Critics Association em reconhecimento de excelência em programas de televisão. 30 Rock foi nomeada em 2007 e 2008, vencendo três categorias neste período, incluindo o de "Realização individual em Comédia" para Alec Baldwin em 2007 e Tina Fey em 2008.
| Ano  | Categoria                        | Candidato(a) | Resultado |
| ---- | -------------------------------- | ------------ | --------- |
| 2007 | Realização em Comédia            |              | Nomeado   |
| 2007 | Novo Programa de Destaque do Ano | Nomeado      |           |
| 2007 | Realização Individual em Comédia | Alec Baldwin | Venceu    |
| 2007 | Realização Individual em Comédia | Tina Fey     | Nomeado   |
| 2008 | Realização em Comédia            |              | Venceu    |
| 2008 | Realização Individual em Comédia | Tina Fey     | Venceu    |
| 2008 | Realização Individual em Comédia | Alec Baldwin | Nomeado   |
| 2009 | Realização em Comédia            |              | Nomeado   |
| 2009 | Realização Individual em Comédia | Tina Fey     | Nomeado   |
| 2009 | Realização Individual em Comédia | Alec Baldwin | Nomeado   |

### Prémios Writers Guild of America
Os Writers Guild of America Awards são prémios entregues pelo sindicato dos argumentistas norte-americanos, Writers Guild of America. Vários actores e guionistas de 30 Rock são membros do Writers Guild, incluindo Tina Fey. A série venceu sete destes prémios durante os seus anos de duração, incluindo o de "Melhor Série de Comédia" em 2008 e 2009. Em 2009, 2010 e 2011, o programa foi nomeado na categoria "Melhor Comédia Episódica".

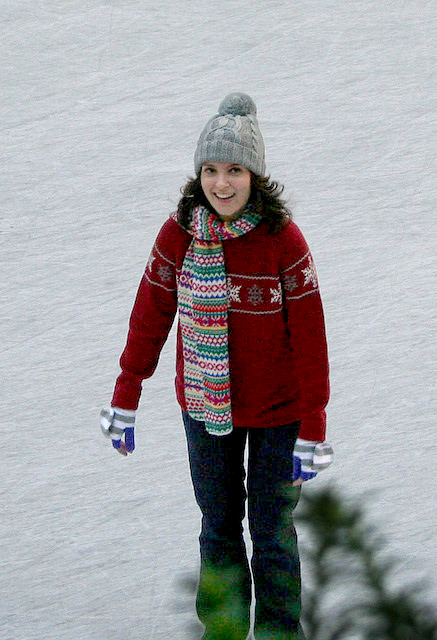
A produtora executiva, actriz principal e criadora da série, Tina Fey, foi nomeada ao nove Writers Guild of America Awards pelo seu trabalho como argumentista em 30 Rock.

| Ano  | Categoria                                   | Candidato(a)                 | Episódio                                                 | Resultado |
| ---- | ------------------------------------------- | ---------------------------- | -------------------------------------------------------- | --------- |
| 2007 | Melhor Série de Comédia                     | Ver abaixo                   |                                                          | Nomeado   |
| 2007 | Melhor Nova Série                           | Ver abaixo                   | Nomeado                                                  |           |
| 2008 | Melhor Série de Comédia                     | Ver abaixo                   | Venceu                                                   |           |
| 2008 | Melhor Comédia episódica                    | Matt Hubbard                 | "Hard Ball"                                              | Nomeado   |
| 2009 | Melhor Série de Comédia                     | Ver abaixo                   |                                                          | Venceu    |
| 2009 | Melhor Comédia episódica                    | Andrew Guest, John Riggi     | "Succession"                                             | Venceu    |
| 2009 | Melhor Comédia episódica                    | Robert Carlock               | "Believe in the Stars"                                   | Nomeado   |
| 2009 | Melhor Comédia episódica                    | Tina Fey                     | "Cooter"                                                 | Nomeado   |
| 2010 | Melhor Série de Comédia                     | Ver abaixo                   |                                                          | Venceu    |
| 2010 | Melhor Comédia Episódica                    | Robert Carlock               | "Apollo, Apollo"                                         | Venceu    |
| 2010 | Melhor Comédia Episódica                    | Matt Hubbard                 | "Reunion"                                                | Nomeado   |
| 2011 | Melhor Série de Comédia                     | Ver abaixo                   |                                                          | Nomeado   |
| 2011 | Melhor Comédia Episódica                    | Matt Hubbard                 | "Anna Howard Shaw Day"                                   | Nomeado   |
| 2011 | Melhor Comédia Episódica                    | Robert Carlock               | "When It Rains, It Pours"                                | Venceu    |
| 2011 | Melhor Escrita de Argumento para Nova Série | Jon Haller                   | Frank vs. Lutz: "Strip Pong", "Tear Jerks", "Brainstorm" | Venceu    |
| 2012 | Melhor Série de Comédia                     | Ver abaixo                   |                                                          | Nomeado   |
| 2012 | Melhor Comédia Episódica                    | Tracey Wigfield              | "Queen of Jordan"                                        | Nomeado   |
| 2013 | Melhor Série de Comédia                     | Ver abaixo                   |                                                          | Nomeado   |
| 2013 | Melhor Comédia Episódica                    | Luke Del Tredici             | "Leap Day"                                               | Nomeado   |
| 2014 | Melhor Série de Comédia                     | Ver abaixo                   |                                                          | Nomeado   |
| 2014 | Melhor Comédia Episódica                    | Jack Burditt, Robert Carlock | "Hogcock!"                                               | Venceu    |

↑Candidatos para "Melhor Série de Comédia" e "Melhor Série" em 2007 : Brett Baer, Jack Burditt, Kay Cannon, Robert Carlock, Tina Fey, Dave Finkel, Daisy Gardner, Donald Glover, Matt Hubbard, John Riggi
↑Candidatos para "Melhor Série de Comédia" em 2008 : Brett Baer, Jack Burditt, Kay Cannon, Robert Carlock, Tina Fey, Dave Finkel, Daisy Gardner, Donald Glover, Matt Hubbard, Jon Pollack, John Riggi, Tami Sagher, Ron Weiner
↑Candidatos para "Melhor Série de Comédia" em 2009 : Jack Burditt, Kay Cannon, Robert Carlock, Tina Fey, Donald Glover, Andrew Guest, Matt Hubbard, Jon Pollack, John Riggi, Tami Sagher, Ron Weiner
↑Candidatos para "Melhor Série de Comédia" em 2010 : Jack Burditt, Kay Cannon, Robert Carlock, Tom Ceraulo, Vali Chandrasekaran, Tina Fey, Donald Glover, Steve Hely, Matt Hubbard, Dylan Morgan, Paula Pell, Jon Pollack, John Riggi, Tami Sagher, Josh Siegal, Ron Weiner, Tracey Wigfield
↑Candidatos para "Melhor Série de Comédia" em 2011 : Jack Burditt, Hannibal Buress, Kay Cannon, Robert Carlock, Tom Ceraulo, Vali Chandrasekaran, Tina Fey, Jon Haller, Steve Hely, Matt Hubbard, Dylan Morgan, Paula Pell, John Riggi, Josh Siegal, Ron Weiner, Tracey Wigfield
↑Candidatos para "Melhor Série de Comédia" em 2012 : Jack Burditt, Hannibal Buress, Kay Cannon, Robert Carlock, Tom Ceraulo, Vali Chandrasekaran, Tina Fey, Jon Haller, Matt Hubbard, Colleen McGuinness, Dylan Morgan, John Riggi, Josh Siegal, Ron Weiner, Tracey Wigfield
↑Candidatos para "Melhor Série de Comédia" em 2013 : Jack Burditt, Kay Cannon, Robert Carlock, Tom Ceraulo, Vali Chandrasekaran, Luke Del Tredici, Tina Fey, Lauren Gurganous, Matt Hubbard, Colleen McGuinness, Sam Means, Dylan Morgan, Nina Pedrad, John Riggi, Josh Siegel, Ron Weiner, Tracey Wigfield
↑Candidatos para "Melhor Série de Comédia" em 2014 : Jack Burditt, Robert Carlock, Tom Ceraulo, Luke Del Tredici, Tina Fey, Lang Fisher, Matt Hubbard, Colleen McGuinness, Sam Means, Dylan Morgan, Nina Pedrad, Josh Siegal, Tracey Wigfield

### Outros prémios
Em 2008, 30 Rock foi homenageada com um Peabody Award. Ao receber o prémio, observou-se que "a criação de Tina Fey não é apenas uma comédia na tradição do Mary Tyler Moore Show, com personagens secundários frescos, mas também alegres, sátira da média corporativa, especialmente a emissora que transmite [NBC]."
"Verdade ou mentira, simples ou exagerado, tirado da experiência ou somente inventado, 30 Rock é boa ou melhor que o seriado que pretende produzir [TGS with Tracy Jordan]."
— A Comissão do Peabody.
| Prémio                             | Ano  | Categoria                                                                        | Candidato(s)              | Episódio               | Resultado   |
| ---------------------------------- | ---- | -------------------------------------------------------------------------------- | ------------------------- | ---------------------- | ----------- |
| Prémios American Cinema Editors    | 2007 | Melhor Série de TV de Meia-Hora Editada                                          | Ken Eluto (A.C.E.)        | "The C Word"           | Nomeado     |
| Prémios American Cinema Editors    | 2008 | Melhor Série de TV de Meia-Hora Editada                                          | Meg Reticker              | "Reunion"              | Venceu      |
| Prémios American Cinema Editors    | 2009 | Melhor Série de TV de Meia-Hora Editada                                          | Ken Eluto (A.C.E.)        | "Apollo, Apollo"       | Venceu      |
| Prémios American Film Institute    | 2007 | Programa de TV do Ano                                                            |                           |                        | Homenageado |
| Prémios American Film Institute    | 2010 | Programa de TV do Ano                                                            | Homenageado               |                        |             |
| Prémios American Latino Media Arts | 2009 | Melhor Actriz em Televisão - Comédia                                             | Salma Hayek               | Nomeado                |             |
| Prémios Art Directors Guild        | 2009 | Melhor Episódio de Série de Televisão (Meia Hora com Single-Camera)              | Ver abaixo                | "Do-Over"              | Nomeado     |
| Prémios Art Directors Guild        | 2010 | Melhor Episódio de Série de Televisão (Meia Hora com Single-Camera)              | Ver abaixo                | "Apollo, Apollo"       | Nomeado     |
| Prémios Art Directors Guild        | 2011 | Melhor Episódio de Série de Televisão (Meia Hora com Single-Camera)              | Ver abaixo                | "Live Show"            | Nomeado     |
| Prémios Art Directors Guild        | 2012 | Melhor Episódio de Série de Televisão (Meia Hora com Single-Camera)              | Ver abaixo                | "Double-Edged Sword"   | Nomeado     |
| Prémios Costume Designers Guild    | 2009 | Figurino excepcional para Série de Televisão - Contemporâneo                     | Tom Broecker              |                        | Nomeado     |
| Prémios Critics' Choice Television | 2011 | Melhor Série de Comédia                                                          |                           | Nomeado                |             |
| Prémios Critics' Choice Television | 2011 | Melhor Actor em Série de Comédia                                                 | Alec Baldwin              | Nomeado                |             |
| Prémios Critics' Choice Television | 2011 | Melhor Actriz em Série de Comédia                                                | Tina Fey                  | Venceu                 |             |
| Prémios Critics' Choice Television | 2011 | Melhor Actriz Secundária em Série de Comédia                                     | Jane Krakowski            | Nomeado                |             |
| Prémios Environmental Media        | 2008 | Episódio Cómico Televisivo                                                       | Jon Pollack               | "Greenzo"              | Venceu      |
| Prémios Environmental Media        | 2010 | Episódio Cómico Televisivo                                                       | Dylan Morgan, Josh Siegal | "Sun Tea"              | Venceu      |
| Prédios Media do GLAAD             | 2007 | Melhor Episódio Individual (em uma série sem uma personagem homossexual regular) | John Riggi                | "Blind Date"           | Nomeado     |
| Prédios Media do GLAAD             | 2011 | Melhor Episódio Individual (em uma série sem uma personagem homossexual regular) | Robert Carlock            | "Klaus and Greta"      | Venceu      |
| Humanitas Prize                    | 2010 | Categoria de 30 Minutos                                                          | Robert Carlock            | "Believe in the Stars" | Nomeado     |
| Prémios Peabody                    | 2008 | [ 138 ]                                                                          |                           |                        | Homenageado |
| Prémios Teen Choice                | 2008 | Escolha de Atriz da TV: Comédia                                                  | Tina Fey                  | Nomeado                |             |

↑Candidatos a "Melhor Episódio de Série de Televisão (Meia-Hora com Single-Camera)" em 2009 : Keith Raywood, Teresa Mastropierro, Fred Kolo, Peter Baran, Elina Kother, Jennifer Greenberg
↑Candidatos a "Melhor Episódio de Série de Televisão (Meia-Hora com Single-Camera)" em 2010 : Keith Raywood, Teresa Mastropierro, Peter Baran, Elina Kother, Jennifer Greenberg
↑Candidatos a "Melhor Episódio de Série de Televisão (Meia-Hora com Single-Camera)" em 2011 : Elina Kother, Keith Raywood, Peter Baran, Jennifer Greenberg, Teresa Mastropierro
↑Candidatos a "Melhor Episódio de Série de Televisão (Meia-Hora com Single-Camera)" em 2012 : Peter Baran, Elina Kother, Teresa Mastropierro, Keith Raywood, Jennifer Greenberg